# Charlotte Rae
Charlotte Rae, pseudonimo di Charlotte Rae Lubotsky (Milwaukee, 22 aprile 1926 – Los Angeles, 5 agosto 2018), è stata un'attrice, doppiatrice e cantante statunitense.
È nota per aver interpretato Edna Garrett nella sitcom Il mio amico Arnold e nel suo spin-off, L'albero delle mele, in cui ha avuto il ruolo di protagonista dal 1979 al 1986 e per cui ha ricevuto una nomination nel 1982 agli Emmy Awards. È anche apparsa in due film per la televisione tratti dalla serie: The Facts of Life Goes to Paris (1982) e Quattro amiche, nuovi amori (2001). La Rae ha interpretato il personaggio di Edna Garrett anche in un episodio di Hello, Larry. 

## Biografia

### Infanzia e adolescenza

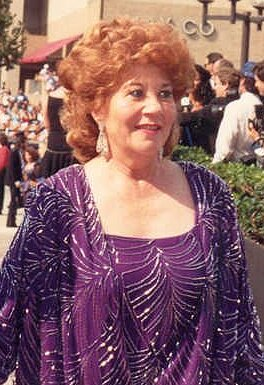
Charlotte Rae ai Premi Emmy 1988

Charlotte nasce a Milwaukee, nel Wisconsin, da Esther Ottenstein, un'immigrata ebrea russa, amica di infanzia del Primo Ministro Israeliano Golda Meir, e da Meyer Lubotsky, un venditore di pneumatici al dettaglio. Aveva una sorella maggiore di nome Beverly e una minore di nome Miriam, detta Mimi. Per i primi dieci anni della sua vita, la famiglia Lubotsky ha vissuto a Milwaukee per poi trasferirsi a Shorewood, sempre nello stato del Wisconsin. Lì, Charlotte ha cominciato a lavorare per una radio e con la compagnia teatrale per bambini di Wauwatosa. A 16 anni entra a far parte di una compagnia teatrale venuta per l'estate a Milwaukee. Dopo aver conseguito il diploma presso la Shorewood High School nel 1944, si è iscritta alla Northwestern University, dove ha fatto la conoscenza di Sheldon Harnick, Gerald Freedman e di diversi attori e produttori televisivi allora sconosciuti, come Cloris Leachman, Agnes Nixon, Charlton Heston, Paul Lynde e Claude Akins. Ha lasciato il college dopo qualche anno senza aver completato gli studi. 

### Primi lavori
Il 1948 è un anno di svolta. Charlotte si trasferisce a New York e comincia a lavorare in diversi teatri e locali notturni, tra cui il Village Vanguard e il Blue Angel, insieme a talenti come Barbra Streisand, Mike Nichols ed Elaine May. Tra le numerose opere teatrali in cui è apparsa figurano: Three Wishes for Jamie (1952), L'opera da tre soldi (1954), Li'l Abner (1956) e Pickwick (1965). Nel 1955 ha pubblicato un album da solista, Songs I Taught My Mother. Charlotte ha ricevuto due candidature ai Tony Awards durante la sua carriera a Broadway. La prima nel 1966 nella categoria Miglior attrice non protagonista in un musical per il ruolo in Pickwick, la seconda nel 1969 nella categoria Miglior attrice non protagonista in un'opera teatrale per il ruolo in Morning, Noon and Night. 

### Carriera televisiva
Uno dei primi ruoli televisivi più significativi della Rae è stato quello di Sylvia Schnauzer nella sitcom Car 54, Where Are You?, seguito alcuni anni dopo da quello di Molly in Sesamo apriti. Inizialmente voleva essere un'attrice drammatica ma alla fine si è concentrata principalmente sulle comedy e, dopo il trasferimento a Los Angeles nel 1974, ha recitato in alcune serie televisive come Arcibaldo, Good Times, Hot l Baltimore, Phyllis, Barney Miller, All's Fair, Szysznyk, In casa Lawrence, The Eddie Capra Mysteries e Angeli volanti.  Il vero successo però è arrivato alla fine degli anni Settanta. La NBC stava progettando una nuova sitcom insieme a Norman Lear, quella che è poi divenuta Il mio amico Arnold. Essendo a conoscenza che la Rae era una delle attrici preferite di Lear, la rete l'ha assunta immediatamente per il ruolo della governante, Edna Garrett. La serie, di cui è il primo personaggio in ordine di apparizione, è un successo immediato e una delle poche hit della NBC. La Rae ha partecipato a tutti gli episodi della prima stagione e, visto che il suo personaggio era diventato così popolare, i produttori hanno realizzato un backdoor pilot, intitolato Le compagne di scuola, per trasferire la signora Garrett in uno spin-off a lei dedicato. L'attrice, inizialmente titubante, ha deciso di proseguire a patto di ottenere una clausola nel suo contratto che le avrebbe permesso di poter tornare in Arnold se la nuova serie fosse stata cancellata. La NBC ha accettato e ha creato The Facts of Life (in Italia trasmessa con il titolo L'albero delle mele), serie che vede la signora Garrett lasciare la famiglia Drummond per lavorare come istitutrice e dietologa presso la prestigiosa Eastland School, la scuola femminile in cui è iscritta Kimberly Drummond. Grazie a L'albero delle mele la Rae, in quello che è il suo ruolo più noto, è stata consacrata a star televisiva vera e propria. Edna Garrett era il personaggio centrale della serie oltre che una figura materna per le ragazze. Molti dei personaggi della serie prendono il nome da persone realmente esistite e legate alla Rae: è il caso di Natalie, Andy e Beverly Ann, chiamati rispettivamente come un'amica d'infanzia, come il figlio e come la sorella dell'attrice. Durante la prima stagione, lo show non era molto seguito ma, dopo diversi interventi, è diventato uno dei programmi più famosi allora trasmessi. Tra la prima e la seconda stagione, la Rae ha seguito una dieta molto rigorosa ed è riuscita così a perdere molto peso. Il successo dello show e la popolarità dell'attrice continueranno a crescere con il passare degli anni, tanto da ricevere una nomination agli Emmy Awards nel 1982, anno in cui le viene impiantato un pacemaker. Nella sesta e settima stagione, la Rae si è assentata in diversi episodi in quanto stava progettando di lasciare la serie, ormai stanca fisicamente e dell'opinione che le ragazze erano cresciute e non avevano più bisogno dell'aiuto della signora Garrett. Malgrado le continue implorazioni da parte della NBC, nel 1986, all'inizio dell'ottava stagione, il personaggio di Edna Garrett esce di scena e viene sostituito nelle ultime due stagioni da Cloris Leachman, interprete di Beverly Ann Stickle, sorella di Edna. Nonostante il personaggio di Beverly Ann non abbia ottenuto la stessa popolarità della signora Garrett, la Leachman è rimasta fino alla cancellazione della serie, avvenuta nel 1988.

### Ultimi lavori
Dopo diverse comparse in vari programmi televisivi, nel 2001 Charlotte e le colleghe de L'albero delle mele si sono ritrovate per il film Quattro amiche, nuovi amori. Nel 2008 ha interpretato il ruolo dell'anziana signora Greenhouse in Zohan - Tutte le donne vengono al pettine. Nel 2009 le è stato diagnosticato un tumore al pancreas, malattia per cui la madre, la sorella maggiore e uno zio hanno trovato la morte. Nell'aprile del 2011 ha partecipato ai TV Land Awards con l'intero cast de L'albero delle mele per ritirare il Premio Icona della cultura Pop. Per l'occasione, le colleghe Kim Fields e Nancy McKeon hanno preparato un discorso in suo onore. Il cast ha fatto lo stesso anche a Good Morning America, dove ha cantato la sigla iniziale dello show in compagnia della giornalista Cynthia McFadden. Nel 2015 avviene il ritorno sul grande schermo con il film Dove eravamo rimasti, pellicola in cui ha recitato al fianco di Meryl Streep, Kevin Kline e Rick Springfield. Nel novembre dello stesso anno, Charlotte ha pubblicato la sua autobiografia, The Facts of My Life, scritta con l'aiuto del figlio Larry Strauss. Nel 2017 l'attrice ha dichiarato di avere un cancro alle ossa e di aver preso la decisione di non curarsi. Charlotte, con l'aggravarsi della malattia, è morta il 5 agosto 2018 all'età di 92 anni nella sua casa a Los Angeles. Il suo corpo è stato cremato e le ceneri gettate nell'Oceano Pacifico.

## Vita privata
Charlotte Rae sposò il compositore John Strauss il 4 novembre 1951. Dopo oltre vent'anni di matrimonio, Strauss le confessò di essere bisessuale e nel 1976 la coppia decise di procedere con il divorzio. L'uomo morì poi nel 2011 a 90 anni dopo una lunga battaglia contro la malattia di Parkinson. Da lui la Rae ebbe due figli, Andrew (detto Andy) e Larry, un insegnante. Il primogenito era affetto da autismo e morì nel 1999 all'età di 44 anni. Charlotte era anche nonna di tre nipoti. L'attrice ha confessato di essersi unita agli Alcolisti Anonimi all'inizio degli anni Settanta.

## Filmografia

### Cinema
- L'incredibile casa in fondo al mare (Hello Down There), regia di Jack Arnold e Ricou Browning (1969)
- Jenny, regia di George Bloomfield (1970)
- Il dittatore dello stato libero di Bananas (Bananas), regia di Woody Allen (1971)
- La pietra che scotta (The Hot Rock), regia di Peter Yates (1972)
- Sidewinder 1, regia di Earl Bellamy (1977)
- Rabbit Test, regia di Joan Rivers (1978)
- A Different Approach, regia di Fern Field - cortometraggio (1978) - sé stessa
- Hair, regia di Miloš Forman (1979)
- Thunder in Paradise, regia di Douglas Schwartz - direct-to-video (1993)
- Ecstasy Generation (Nowhere), regia di Gregg Araki (1997)
- Zohan - Tutte le donne vengono al pettine (You Don't Mess with the Zohan), regia di Dennis Dugan (2008)
- Christmas Cottage (Thomas Kinkade's Christmas Cottage), regia di Michael Campus (2008)
- Love Sick Love, regia di Christian Charles (2012)
- Dove eravamo rimasti (Ricki and the Flash), regia di Jonathan Demme (2015)

### Televisione
- Once Upon a Tune - serie TV, 1 episodio (1951) - comparsa
- This Is Show Business - serie TV, 1 episodio (1954) - sé stessa
- The Colgate Comedy Hour - serie TV, 1 episodio (1954) - sé stessa
- The Blue Angel - serie TV, 1 episodio (1954) - sé stessa
- The United States Steel Hour - serie TV, 1 episodio (1954)
- The Martha Raye Show - serie TV, 1 episodio (1954) - sé stessa
- Armstrong Circle Theatre - serie TV, 2 episodi (1954-1955)
- Kraft Television Theatre - serie TV, 1 episodio (1955) - comparsa
- NBC Opera Theatre (NBC Television Opera Theatre) - serie TV, 1 episodio (1955)
- Appointment with Adventure - serie TV, 1 episodio (1955)
- The Philco Television Playhouse - serie TV, 1 episodio (1955) - comparsa
- The Phil Silvers Show - serie TV, 2 episodi (1955-1958)
- Toast of the Town - serie TV, 5 episodi (1956-1966) - sé stessa
- Tonight Starring Jack Paar - serie TV, 2 episodi (1957-1958) - sé stessa
- The Garry Moore Show - serie TV, 2 episodi (1958-1964) - sé stessa
- The DuPont Show of the Month - serie TV, 1 episodio (1958)
- Play of the Week - serie TV, 1 episodio (1959)
- The World of Sholom Aleichem - film TV (1959)
- Camera Three - serie TV, 1 episodio (1961) - sé stessa
- Way Out - serie TV, 1 episodio (1961)
- From These Roots (1961)
- Car 54, Where Are You? - serie TV, 11 episodi (1961-1963)
- Girl Talk - serie TV, 4 episodi (1963-1967) - sé stessa
- Look Up and Live - serie TV, 1 episodio (1963) - comparsa
- The DuPont Show of the Week - serie TV, 1 episodio (1963)
- La parola alla difesa (The Defenders) - serie TV, 1 episodio (1964)
- Oh My Word - serie TV, 1 episodio (1965) - sé stessa
- The Merv Griffin Show - serie TV, 1 episodio (1966) - sé stessa
- ABC Stage 67 - serie TV, 1 episodio (1966)
- The Journey of the Fifth Horse - film TV (1966)
- New York Television Theatre - serie TV, 3 episodi (1966-1969) - comparse
- Pinocchio - film TV (1968)
- NET Playhouse - serie TV, 1 episodio (1970) - comparsa
- Sesamo apriti (Sesame Street) - serie TV, 13 episodi (1971-1972)
- Temperatures Rising - serie TV, 1 episodio (1972)
- La famiglia Partridge (The Partridge Family) - serie TV, 1 episodio (1972)
- McMillan e signora (McMillan & Wife) - serie TV, 1 episodio (1972)
- Love, American Style - serie TV, 1 episodio (1972)
- The Paul Lynde Show - serie TV, 2 episodi (1972)
- Great Performances - serie TV, 1 episodio (1974)
- Arcibaldo (All in the Family) - serie TV, 1 episodio (1974)
- Good Times - serie TV, 1 episodio (1974)
- La reginetta del Polvere di stelle (Queen of the Startdust Ballroom) - film TV (1975)
- Hot l Baltimore - serie TV, 13 episodi (1975)
- Phyllis - serie TV, 1 episodio (1975)
- Barney Miller - serie TV, 1 episodio (1976)
- The Rich Little Show - serie TV, 15 episodi (1976) - sé stessa
- All's Fair - serie TV, 1 episodio (1976)
- Our Town - film TV (1977)
- Szysznyk - serie TV, 1 episodio (1978)
- In casa Lawrence (Family) - serie TV, 1 episodio (1978)
- The Eddie Capra Mysteries - serie TV, 1 episodio (1978)
- Angeli volanti (Flying High) - serie TV, 1 episodio (1978)
- C.P.O. Sharkey - serie TV, 1 episodio (1978)
- Il mio amico Arnold (Diff'rent Strokes) - serie TV, 33 episodi (1978-1984)
- Hello, Larry - serie TV, 1 episodio (1979)
- Beane's of Boston - film TV (1979)
- The Triangle Factory Fire Scandal - film TV (1979)
- L'albero delle mele (The Facts of Life) - serie TV, 143 episodi (1979-1986)
- The Facts of Life Goes to Paris - film TV (1982)
- Love Boat (The Love Boat) - serie TV, 4 episodi (1982-1985)
- Words by Heart - film TV (1985)
- Zero in magia (The Worst Witch) - film TV (1986)
- A cuore aperto (St. Elsewhere) - serie TV, 1 episodio (1987)
- La signora in giallo (Murder, She Wrote) - serie TV, episodio 4x11 (1987)
- Salvate il cane (Save the Dog) - film TV (1988) - comparsa
- 227 - serie TV, 1 episodio (1989)
- Baby Talk - serie TV, 1 episodio (1991)
- Thunder in Paradise - serie TV, 2 episodi (1994)
- Sisters - serie TV, 3 episodi (1994-1995)
- Can't Hurry Love - serie TV, 1 episodio (1995)
- Mickey: Reelin' Through the Years (1995) - comparsa
- Il mondo segreto di Alex Mack (The Secret World of Alex Mack) - serie TV, 1 episodio (1996)
- The Return of Alex Kelly - film TV (1999) - comparsa
- Un detective in corsia (Diagnosis: Murder) - serie TV, 1 episodio (2000)
- Lezioni di nuoto (Another Woman's Husband) - film TV (2000)
- Il meraviglioso mondo di Disney - serie TV, 1 episodio (2001)
- Squadra Med - Il coraggio delle donne (Strong Medicine) - serie TV, 1 episodio (2004)
- The King of Queens - serie TV, 1 episodio (2005)
- E.R. - Medici in prima linea (ER) - serie TV, 4 episodi (2008)
- Life - serie TV, 1 episodio (2009)
- Pretty Little Liars - serie TV, 1 episodio (2011)
- Girl Meets World - serie TV, 1 episodio (2014)
- Broadway: Beyond the Golden Age (2018) - sé stessa

### Doppiaggio
- Le grandi avventure della Bibbia (The Greatest Adventure: Stories from the Bible) - serie TV (1986)
- Tom & Jerry - Il film (Tom and Jerry: The Movie) (1992)
- The Itsy Bitsy Spider - Serie animata (1994-1995)
- La carica dei 101 - La serie (101 Dalmatians: The Series) - Serie animata (1997-1998)
- The Brothers Flub - Serie animata (1999)
- Pilù, l'orsacchiotto con il sorriso all'ingiù (The Tangerine Bear) (2000)
- Disney's Christmas Favorites (2008)
- Red Dead Redemption - Videogioco (2010)

### Teatro
- Three Wishes for Jamie - Tirsa Shanahan (1952)
- L'opera da tre soldi (The Threepenny Opera) - Signora Peachum (1954)
- The Golden Apple - Signora Juniper (1954)
- The Littlest Revue - Vari personaggi (1956)
- Li'l Abner - Mammy Yokum (1956)
- The Beauty Part - Vari personaggi (1962 - 1963)
- Pickwick - Signora Bardell (1965)
- Morning, Noon and Night - Vari personaggi (1968 - 1969)
- The Chinese and Dr. Fish - Charlotte Mendelsohn (1970)
- Boom Boom Room - Helen (1971)
- Whiskey - Tia Maria (1973)
- I monologhi della vagina (The Vagina Monologues) - Ruolo (1999)
- A spasso con Daisy (Driving Miss Daisy) - Daisy (1989)
- Into the Woods - Madre di Jack (1989)
- Happy Days - Winnie (1990)
- Pippin - Berthe (2000)
- 70, Girls, 70 - Sadie (2006)

## Discografia
- Songs I Taught My Mother (1955)
- Rogers and Hart Revisited (1995), con Cy Young, Danny Meehan e Dorothy Loudon

## Riconoscimenti

### Tony Awards
- Miglior attrice non protagonista in un musical (1966) - Pickwick - Nominata
- Miglior attrice protagonista in un'opera teatrale (1969) - Morning, Noon and Night - Nominata

### Emmy Awards
- Miglior perfomance di un'attrice non protagonista in un drama (1975) - La reginetta del Polvere di stelle - Nominata
- Miglior attrice protagonista in una serie comedy (1982) - L'albero delle mele - Nominata

### Looking Ahead Awards
- The Shirley Temple Award (2017) - Vinto